# فیلیپ دی. کاگان
فیلیپ دیوید کاگان (Phillip David Cagan) (زاده ۳۰ آوریل ۱۹۲۷ – درگذشت ۱۵ ژوئن ۲۰۱۲)، دانشمند و مؤلف اهل ایالات متحده بود. او استاد بازنشسته افتخاری اقتصاد در دانشگاه کلمبیا بود.

## زندگی‌نامه
کاگان در سیاتل، واشینگتن متولد شد و خانواده وی چندی پس از آن به جنوب کالیفرنیا نقل مکان نمودند. کاگان در ۱۷ سالگی به نیروی دریایی ایالات متحده پیوست و در جنگ جهانی دوم جنگید. پس از پایان جنگ، کاگان تصمیم گرفت به کالج برود و مدرک BA خود را در ۱۹۴۸ میلادی از دانشگاه کالفرنیا، لس‌آنجلس به‌دست‌آورد. کاگان مدرک MA را در ۱۹۵۱ و مدرک دکترای تخصصی خود را در رشته اقتصاد از دانشگاه شیکاگو در ۱۹۵۴ میلادی کسب کرد.
پس از اتمام دوره فوق لیسانس، کاگان به دفتر ملی پژوهش اقتصادی (NBER) در شهر نیویورک پیوست و برای دو سال در آنجا کار کرد. کاگان پس از آن دوباره وارد حوزه دانشگاه شد، برای مدت سه سال در دانشگاه شیکاگو و بعداً برای هفت سال در دانشگاه براون تدریس کرد. کاگان در ۱۹۹۶ میلادی توسط دانشگاه کلمبیا استخدام گردید، جای که او تقریباً برای سی سال به تدریس اقتصاد پرداخت – به‌جز از پانزده ماهی که او به عنوان عضو شورای مشاوران اقتصادی (CEA) در واشینگتن DC خدمت می‌کرد.
در جریان مدتی که در دانشگاه کلمبیا بود، کاگان با مؤسسه امریکن انترپرایز (AEI) در واشینگتن دی‌سی همکاری داشت و در رابطه با مسائل سیاست‌گذاری عمومی می‌نوشت.
کاگان سال‌های آخر زندگی خود را در پالو آلتو، کالیفرنیا گذراند.

## دستاوردها در علم اقتصاد
کار کاگان متمرکز بر سیاست پولی و کنترل تورم بود. کاگان بیش از ۱۰۰ کتاب، مقاله، نقد، گزارش و جزوه روی این موضوعات و سایر مفاهیم اقتصاد کلان منتشر نموده‌است. احتمالاً مشهورترین کار وی عوامل تعیین‌کننده و اثرات تغییرات در حجم نقدینگی، ۱۸۷۵ – ۱۹۶۰ است، کاری که تلاش نمود تا «رابطه علّی میان تغییرات در پول، قیمت‌ها و تولید» را تشخیص دهد. این کتاب به عنوان بخشی از یک سری دفتر ملی پژوهش اقتصادی که حاوی کتاب تاریخچه پولی ایالات متحده، ۱۸۶۷ – ۱۹۶۰ نیز بود، به‌خاطر «کار تجربی دقیق» مورد تحسین قرار گرفته و «کامل‌ترین مطالعه در این حوزه» خوانده شد.
با این حال، مهم‌ترین دستاورد کاگان در حوزه علم اقتصاد، مقاله‌ای است که در نسخه ویراستاری شده میلتون فریدمن، مطالعاتی در نظریه کمی پول (۱۹۵۶) میلادی تحت عنوان «متغیرات پولی ابرتورم» شامل بود، کاری که به یک مفهوم «موثق آنی» در این حوزه مبدل شد.
مقاله‌ای که شامل «دست کاری گسترده معادلات دیفرانسیل و استفاده ماهرانه از میانگین‌های به لحاظ رتبه موزون» بود، هفت ابرتورم را مورد مطالعه قرار داده و دریافت که «پارامترهای توابع تقاضای پول که در جریان ابرتورم پیش‌بینی گردید، به‌طور معمول شرایط ثبات دینامیک که تورم را از خود-مولدی یا نشان داده نوسانات دوره به دوره بازمی‌دارد، را برآورده می‌سازد.
پس از نشر آن، مقاله کاگان باعث انجام تعداد زیادی کارها شده و بیشتر متخصصین پیشتاز اقتصاد کلان یا مدل کاگان را دوباره مورد بررسی قرار دادند یا آن را توسعه بخشیدند که برجسته‌ترین آن‌ها شامل «بارو (۱۹۷۰)، سارجنت و والاس (۱۹۷۳)، فرنکیل (۱۹۷۵، 1976a، 1976b، ۱۹۷۷، ۱۹۷۹)، سارجنت (۱۹۷۷)، ابیل و دیگران (۱۹۷۹)، سالیمی (۱۹۷۹) و سالیمی و سارجنت (۱۹۷۹)». به علاوه، متخصصین امروزی اقتصاد پولی هنگام مدل‌سازی ارزش واقعی پول اغلب به «تابع تقاضای کاگان» اشاره می‌کنند.
به‌خاطر تأثیری که این کار نوآورانه بر حرفه اقتصاد داشت، کاگان به عنوان عضو انجمن اقتصادسنجی (معتبرترین انجمن در این حوزه) انتخاب شد و از او به عنوان نامزد احتمالی جایزه نوبل در اقتصاد یادآوری می‌گردید. هرچند، پس از مرگ او در ۲۰۱۲، وی دیگر برای دریافت جایزه نوبل واجد شرایط محسوب نمی‌گردد.